# Arena Masan
Arena Masan – przeznaczona do koszykówki hala sportowa znajdująca się w mieście Masan, w Korei Południowej. W hali tej swoje mecze rozgrywa drużyna Masan BC. Hala została oddana do użytku w roku 1975, może pomieścić 6 000 widzów.